# Fiesta Cultura
Fiestacultura es una revista de artes escénicas callejeras de aparición trimestral que comenzó a editarse el 1 de septiembre de 1999, por Leandre Ll. Escamilla, Mireia Marqués Gargallo y Manuel V. Vilanova (equipo directivo de Xarxa Teatre). Recoge la actividad artística que acontece en los espacios al aire libre: teatro, danza, circo, “stuns”, música, títeres o mimo; y también se incluyen las actividades escénicas de las fiestas tradicionales, los feriantes (tragafuegos, malabaristas, equilibristas, charlatanes, “buskers”) e incluso las instalaciones plásticas. Para la puesta en marcha del proyecto se contactó con Pasqual Mas que dirigió la revista los primeros doce años; a partir del número 41 Sixte Barberà se incorporó como redactor jefe, que a partir del número 46 fue relevado por Manuel V. Vilanova, codirector de Xarxa Teatre. El diseño y maquetación correspondió inicialmente a Carles Abad y a partir del número 55 a Bjordan Comunicación.
El primer número de Fiestacultura tuvo 20 páginas y contó con artículos sobre la imaginación itinerante, el Festival Magdalena Circus (Castellón), el Festival de El Ejido, infraestructuras portuarias como escenario, el teatro de calle en Zaragoza, los toros rurales, reseñas de libros y una larga entrevista a José Monleón. El número de páginas de la revista fue creciendo hasta llegar a alcanzar las 100, aunque posteriormente se estabilizaría en torno a las 50.
La revista ha distribuido a lo largo de su historia suplementos de festivales, un DVD sobre “El desembarco moro de La Vila Joyosa” o los fascículos titulados “La escena callejera (1960-1984)” que acompañaron la revista desde el número 28 al 43 y que posteriormente serían editados en un libro. "La escena callejera" narra el nacimiento de las Nuevas Artes de Calle en el postfranquismo y finaliza con el inicio de la nueva política de ayuda al teatro de la España democrática.[cita requerida]

## Colaboradores
De la larga lista de colaboradores, pueden citarse a Imanol Agirre, Floriane Gaber, Laurent Gachet, Toni González, Kristina Goikoetxea Langarika, Cesar Grande, Pascale Irmann, Jordi Jané, Hadi Kurich, Pascale Larderet, Pau Llacuna, Ángel López García, Oscar Luna, Gema Malé, Fernando Marín, Mireia Marqués, Francesc Massip, Rosa Molero, Bienve Moya, Felip Munar, Adolf Piquer,  Tortell Poltrona, Josep Lluís Sirera, Jeremy Shine, Aleksandra Twardowska, Antonio Vega Fernández, Javier Vellón, Celine Verkest, Miguel Ángel Vieira, Laia Vilanova, o Frank Wilson, entre otros muchos. De los colaboradores gráficos y fotógrafos, mencionar quizás a Henry Krul (Holanda), Jacques Mallecot & Viviane Michel (Francia), J. M. Coubart (Francia), Lola Torres, MVVG, Manuel Melchor, Antonio Pradas, RBK Casalta, Gerardo Sanz, Santi Carbonell, Gilbert Ceccaldi (Francia), etc.

## Selección de libros editados
- Escamilla, Marqués y Vilanova: Tombatossals. Memoria. Xarxa Teatre, Colección Fiestacultura, Villarreal, 2002.
- Luna, O.: "Teatre de Carrer a Vila-real. 25 Festivals". Xarxa Teatre, Colección Fiestacultura, Villarreal, 2013.
- Miralles, R. y SSirera, J. Ll.: "Xarxa Teatre. 25 años sin fronteras". Xarxa Teatre, Colección Fiesta Cultura, Villarreal, 2008 edición en castellano, catalán e inglés.
- Vilanova, M. V. y otros: "La escena callejera. 1960-1984". Xarxa Teatre. Colección Fiestacultura, Villarreal, 2010.